# Катастрофа Як-40 под Киевом
Катастрофа Як-40 под Киевом — авиационная катастрофа, произошедшая ночью четверга 23 мая 1974 года в окрестностях Киева. Авиалайнер Як-40 Кировоградского ОАО предприятия «Аэрофлот» выполнял регулярный пассажирский рейс Н-166 по маршруту Ковалёво — Хмельницкий — Киев — Кировоград, но при заходе на посадку в Киевском аэропорту Жуляны лайнер отклонился от курса влево, после чего, потеряв высоту врезался в поле танкодрома на окраине села Гореничи. Погибли все 29 человек на борту — 25 пассажиров и 4 члена экипажа.
Официальная причина катастрофы так и не была установлена, но вероятно, причиной стала потеря работоспособности экипажем из-за отравления угарным газом.

## Самолёт
Як-40 с бортовым номером СССР-87579 (заводской — 9221122) был собран Саратовским авиационным заводом 31 мая 1972 года и вскоре был передан Министерству гражданской авиации СССР, где он был передан Кировоградскому объединённому авиаотряду Украинского управления гражданской авиации. На момент катастрофы годовалый лайнер налетал 2368 часов и 2068 циклов «взлёт-посадка».

## Экипаж
Состав экипажа рейса Н-166 был из 95-го лётного отряда Кировоградского ОАО, в состав которого входили 4 человек:
- Командир воздушного судна (КВС) — Владимир Григорьевич Коваленко;
- Второй пилот — Вадим Иванович Торопенко;
- Бортмеханик — Анатолий Петрович Козлитин;

В салоне авиалайнера работала стюардесса Валентина Николаевна Бурлаченко.

## Хронология событий

### Предшествующие обстоятельства
Экипаж ещё 22 мая 1974 года прибыл в аэропорт Смольное, выполнив рейс Н-141 из Кировограда. После нормального отдыха и ночёвки в Ковалёво 23 мая экипаж приступил к выполнению четырех рейсов с общим маршрутом Ковалёво — Минск — Хмельницкий — Киев — Кировоград. Выполнив рейс Н-162 из Минска, экипаж произвел посадку в Хмельницком аэропорту, начав рейс Н-166. 

### Взлёт
23 мая 1974 года, в 21:09 МСК уже рейс Н-166 с 25 пассажирами и 4 членами экипажа взлетел с ВПП Хмельницкого аэропорта, а рейс выполнял Як-40 борт СССР-87579, летящий из Ковалёво в Кировоград с промежуточными остановками в Хмельницком и Киеве. Всего на его борту находились 29 человек: 25 пассажиров (23 взрослых и 2 ребёнка) и 4 члена экипажа.

### Заход на посадку
Прогноз погоды по маршруту Хмельницкий — Киев с 20:30 до 00:00 предусматривал: облачность 6-9 баллов, слоисто-кучевая, кучево-дождевая, верхняя кромка 4-5 км, 5-10 баллов верхняя, средняя, умеренная болтанка, в облаках обледенение, грозовое положение. Прогноз погоды в аэропорту Жуляны с 21:00 до 00:00 предусматривал: облачность 7-10 баллов, кучево-дождевая, разорвано-дождевая высотой 90-140 м, верхняя кромка 4-5 км, дождь, дымка, туман, видимость 900—1400 м, в начале срока 1500—2000 м, ветер 70-90°, 6-9 м/с, умеренная болтанка, в облаках умеренное обледенение, грозовое положение. Фактическая погода за 20:25 — облачность 10 баллов, кучево-дождевая, разорвано-дождевая высотой 240 м, дождь, дымка, видимость 3 500 м, температура воздуха +10°С. Прогноз и фактическая погода позволяли экипажу принять решение на вылет и соответствовали его минимуму. В процессе полета опасных метеоявлений не было. После набора заданного эшелона полёта 4 500 м в 21:24 экипаж установил связь с диспетчером РДП аэропорта Борисполь. Затем экипаж по согласованию с диспетчером занял эшелон полёта 2 700 м и на этой высоте в облаках выполнял полет до рубежа снижения аэропорта Жуляны.

### Катастрофа
В 22:00 диспетчер подхода аэропорта Борисполь дал разрешение на снижение до 1 500 м. При пересечении эшелона 1 800 м через 2 минуты он передал управление полетом диспетчеру круга аэропорта Жуляны. В 22:02:11 диспетчер круга на удалении 23 км дал указание взять курс 350° влево (выполнить третий разворот) и доложить снижение до 1 500 м, на что экипаж ответил: «1500 сию у меня». В 22:02:21 диспетчер дал указание снижаться до 400 м по давлению аэродрома 730 мм рт. ст. правым доворотом на 81° (четвертый разворот) и заход на посадку по СП-50. Экипаж подтвердил. При расшифровке записи радиообмена установлено, что в результате «накладки» в радиосвязи информация о давлении 730 миллиметров ртутного столба не была принята. После кратковременного пропадания метки самолета на индикаторе радиолокатора на запрос диспетчера в 22:03:16 экипаж доложил о занятии высоты 500 м. Диспетчер, наблюдая за меткой, дал указание: «Выполняйте правый разворот, берите курс 100°, доложите 400 м». В 22:03:44 экипаж доложил: «Занял 400 м, 100°». По показаниям диспетчера круга метка самолета после пересечения линии посадки начала удаляться влево. Диспетчер дважды дал команду «с курсом 110° на четвертый разворот, на 11-й км», однако экипаж на эти указания не реагировал и на дальнейшие вызовы не отвечал. Метка самолета пропала.
Вскоре разрушенный самолёт был обнаружен на территории танкодрома близ села Гореничи Киево-Святошинского района в 16 км западнее аэропорта Жуляны. Все находившиеся на его борту 29 человек погибли. По показаниям очевидцев  летел на низкой высоте с работающими двигателями со снижением и небольшим правым креном. 
В 22:05 МСК рейс Н-166 с убранными шасси и закрылками, с практически нулевым углом тангажа и небольшим правым креном с курсом 32°, вертикальной скоростью снижения 3 м/с и приборной скоростью около 420 км/ч врезался в поле танкодрома в 200 метрах от села Гореничи в Киево-Святошинском районе Киевской области. При ударе у самолёта частично разрушилась правая плоскость. Появился длинный язык пламени от топлива. Далее авиалайнер перевернулся и взорвался при столкновении с землёй. Все 29 человек на его борту — погибли, на земле пострадавших не было.

## Расследование
Комиссия установила, что самолёт и все его системы признаков отказов до столкновения с землей не имели. При управлении движением самолета Як-40 диспетчер круга допустил отклонения в технологии работы — не дал эшелон перехода и не получил информацию от экипажа об установке высотомеров на давление аэродрома. В процессе снижения с эшелона до высоты круга экипажем не выполнен ряд важных, обязательных операций для подготовки к посадке:
- не установлен соответствующий канал по системе СП-50;

- не установлено давление аэродрома на командном приборе 2077;

- не доложено о выбранной схеме захода на посадку;

- не установлено давление аэродрома на высотомерах;

- не выполнено указание диспетчера об уменьшении поступательной скорости полета, поданное дважды;

- четвертый разворот начат с запозданием и только после напоминания диспетчера.

В крови членов экипажа и пассажиров обнаружен карбоксигемоглобин в следующих количествах: КВС — 18,1 %, второй пилот — 15,6 %, бортмеханик — 22,4 %, бортпроводник — 18,4 %, пассажиры — от 7 до 16 %. Пробы взяты через 14 часов после катастрофы, но по заключению института судебной медицины это не могло существенно повлиять на результаты. Налёт экипажа в этот день составил 4 часа, а рабочее время — 10 часов. Источник выделения повышенной концентрации угарного газа (СО) в самолёте не установлен. Ранее подобных случаев на самолетах Як-40 не зафиксировано. По заключению экспертизы пожара на борту в воздухе не было.

### Окончательный отчёт расследования
Вероятной причиной катастрофы может быть потеря работоспособности экипажа из-за воздействия угарного газа и других токсичных компонентов. Это привело к невыполнению ряда операций при снижении, в том числе неустановку барометрического давления аэродрома, чему также способствовала «накладка» при ведении связи диспетчера с экипажем. В результате произошло преждевременное снижение самолёта и его столкновение с землёй.